# Karl von Kehler
Karl Wilhelm Ludwig von Kehler (* 3. November 1769 in Kammerau, Landkreis Schweidnitz; † 18. September 1847 in Berlin) war ein preußischer Generalmajor und Kommandant der Festung Erfurt.

## Leben

### Herkunft
Seine Eltern waren der fürstbischöfliche Regierungs- und Justizrat Gottfried von Kehler (1743–1820) und dessen Ehefrau Marie Susanne, geborene Fritz von Adlersfeld (1750–1789).

### Militärkarriere
Kehler besuchte 1783 zunächst die Ritterakademie in Liegnitz und wurde am 1. Dezember 1784 als Junker im Husarenregiment „von Württemberg“ der Preußischen Armee angestellt. Dort avancierte er Ende März 1792 zum Sekondeleutnant und kam am 20. Juni 1792 in das neu gebildete Husarenbataillon „von Frankenberg“. Kehler stieg bis Mitte Februar 1803 zum Stabsrittmeister auf und nahm während des Vierten Koalitionskrieges am Gefecht bei Schleiz sowie der Schlacht bei Jena teil. Durch die Kapitulation bei Anklam geriet er in Gefangenschaft.
Nach dem Frieden von Tilsit wurde Kehler am 6. Januar 1808 Adjutant bei Oberst von Goetzen. Am 18. Februar 1809 erhielt er die Beförderung zum Rittmeister und wurde Adjutant bei Oberst von Zieten. In gleicher Funktion kehrte Kehler am 4. Juni 1809 zu Oberst von Goetzen zurück. Am 10. Mai 1810 wurde er Brigadier der Gendarmerie des Kreises Groß-Strehlitz. In dieser Eigenschaft am 29. Juni 1811 zum Major befördert, wurde Kehler am 27. Oktober 1812 als Oberbrigadier zur Schlesischen Gendarmerie versetzt. Im Vorfeld der Befreiungskriege wurde er am 10. März 1813 wieder Adjutant des Generals Goetzen. Am 9. März 1814 folgte seine Versetzung zur 1. Abteilung für die Kavalleriegeschäfte des I. Departement im Kriegsministerium. Am 24. Mai 1815 wurde er mit Patent vom 27. Juni 1815 zum Oberstleutnant sowie nach dem Krieg am 30. März 1818 mit Patent vom 13. April 1818 zum Oberst befördert.
Kehler wurde am 13. Oktober 1823 als 2. Kommandant nach Erfurt versetzt und am 5. April 1824 zum Kommandanten der Festung ernannt. Im Jahr 1825 bekam er das Dienstkreuz und am 18. Januar 1833 den Roten Adlerorden III. Klasse mit Schleife. Am 20. März 1834 erhielt Kehler seinen Abschied mit dem Charakter als Generalmajor und einer jährlichen Pension von 1450 Talern. Er starb am 18. September 1847 in Berlin und wurde am 22. September 1847 auf dem Garnisonfriedhof beigesetzt.

### Familie
Kehler heiratete am 12. Februar 1804 in Ansbach Friedrike von Kropff (1782–1858), von der er sich 1814 wegen Geisteskrankheit scheiden ließ. Aus der Ehe gingen folgende Kinder hervor:
- Hermann (1804–1886), Geheimer Legationsrat, preußischer Major der Landwehr a. D. ⚭ Pauline von Mauderode (1812–1892)
- Wilhelmine (1806–1847)
- Gustav (*/† 1807)

Am 24. Januar 1815 heiratet Kehler in Berlin Wilhelmine Gräfin von Schwerin (1787–1843) aus dem Hause Schweinsburg. Sie war die Tochter von Heinrich Graf von Schwerin (1743–1791) und dessen Ehefrau Anna, geborene von Ramin (1752–1826). Das Paar hatte mehrere Kinder:
- Karl (1816–1895), preußischer Oberst a. D., Kommandeur des 1. Husaren-Regiments ⚭ 1854 Ottilie Rink (* 1823)
- Luise (* 1818) ⚭ 1848 Johann Preuß (1785–1868), Histograph, Professor an der Universität Berlin
- Friedrich (1820–1901), Legationsrat, Politiker
- Auguste (1822–1868)
- Richard (1823–1883) ⚭ 1866 Anna Herrmann (* 1837)
- Marie (1825–1904)
- Rudolf (1827–1919) ⚭ 1856 Luise von Cramer (1829–1909)
- Elisabeth (* 1828)